# 297 î.Hr.

## Decese
- dată necunoscută: Chandragupta Maurya  (n. 340 î.Hr.)